# Guilmaro
Guilmaro est l'un des six arrondissements de la commune de Kouande dans le département de l'Atacora au Bénin.

## Géographie
L'arrondissement de Guilmaro est situé au nord-ouest du Bénin et compte 11 villages que sont Boro, Damouti, Fo-mama, Gora Peulh, Garakousson, Guimaro-sinakpagourou, Kedekou, Kpakou, Nassoukou, Ouroufinan et Seri.

## Démographie
Selon le recensement de la population de 2013 conduit par l'Institut national de la statistique et de l'analyse économique (INSAE), Guilmaro compte 27319 habitants  .